# Black Red White bútor

## A vállalat története
A Black Red White bútorgyártó vállalatot 1991-ben alapították Chmielekben, Lengyelországban. Az alapító Tadeusz Chmiel volt. A vállalat központja Biłgorajban található. A Black Red White vállalat Lengyelországban a legnagyobb gyártója a hagyományos és modern konyha-, nappali-, hálószoba-, iroda- és gyerekbútoroknak, székeknek és asztaloknak valamint a tömör fából, MDF-ből vagy bútorlapból készült kárpitozott berendezési tárgyaknak
A Black Red White amellett, hogy a legnagyobb lengyel bútorgyártó vállalat (a lengyelországi bútorok piacán mintegy 20%-os részesedéssel bír), jelentős a részesedése az Európai Unió piacán is. 

## Termékek
A cég már több mint 20 éve jelen van a piacon és ő kínálja a belsőépítészeti piacon elérhető minőségi nappali bútorok, konyhák, kárpitozott bútorok, asztalok és székek legszélesebb palettáját. A cég bútorai a termékcsaládok széles tárházát kínálja a funkcionalitás, a modern technológia és a vonzó és változatos minták tekintetében. Mindez kiegészül a széles bútor extrákkal - textilekkel, világítással, dekorációkkal, szőnyegekkel és a fürdőszoba, konyha, öltöző és étkező kiegészítőivel.
A Black Red White SA Csoportnak  22 leányvállalata van, köztük 11 cég található Ukrajnában, Fehéroroszországban, Szlovákiában, Magyarországon, Oroszországban és Bosznia-Hercegovinában. A Black Red White termelési tevékenységét 21 gyártóüzem végzi Lengyelországban és külföldön.

## Értékesítés
A Csoport kiterjedt értékesítési hálózatával a kiskereskedelmi értékesítésben is jelen van mind Lengyelországban, mind Lengyelország határain túl saját üzletekkel és több száz partnerrel.

Black Red White Csoport a befektetéseinek több, mint 40%-át külföldi értékesítésekbe helyezi. A lengyel piac mellett termékválasztékával több mint 40 országban jelen van a világon, többek között Szlovákiában, a Csehországban, Magyarországon, Romániában, Oroszországban, Lettországban, Litvániában, Észtországban, Ukrajnában, Fehéroroszországban, Németországban, Ausztriában, Belgiumban, Bulgáriában, Bosznia és Hercegovinában , Horvátországban, Szerbiában, Görögországban, Skandináviában, Kazahsztánban, Kirgizisztánban, Mongóliában, Új-Zélandon, Nagy-Britanniában és Kanadában.

A belföldi – lengyelországi - nagykereskedelem a Mielec logisztikai központ és a 8 regionális raktár közreműködésével zajlik. Hasonló stratégiát folytat a vállalat nagykereskedelemben a külföldi piacokon. A cégcsoportnak saját raktárai vannak Szlovákiában, Ukrajnában, Fehéroroszországban, Oroszországban és Bosznia-Hercegovinában.

A Black Red White cégcsoport ma már összesen több mint 11 ezer alkalmazottat foglalkoztat.

## Környezetvédelem
A vállalat nagy hangsúlyt fektet a környezetvédelmi előírások betartására, a magas minőségű termékek előállítása során a modern technológiának köszönhetően óvja a környezetet. A cég ISO 14001:2005 tanúsítvánnyal rendelkezik, amely bizonyítja a környezetvédelmi irányítási rendszer alkalmazását a bútorok és bútorfrontok tervezése, gyártása és értékesítése során, a folyamatok rendszeres javítását azért, hogy a vállalat megfeleljen a mindenkori környezetvédelmi előírásoknak.